# Estación de Irolo (Irolo, Hidalgo)
Irolo fue una estación de trenes que se encuentra en Irolo, Hidalgo. La estación es actualmente usada por el Instituto Nacional de Migración.

## Historia
La estación perteneció a la línea México-Veracruz del antiguo Ferrocarril Mexicano. La primera concesión para la construcción de esta línea fue otorgada en 1837, dicha concesión fue cancelada pero poco a poco, en medio de conflictos bélicos internos y externos, la línea con cerca de 424 kilómetros fue concluida y puesta en servicio en 1873, aunque varios de sus tramos habían sido puestos en servicio con anterioridad.